# Mondo (Cesare Cremonini)
Mondo es un sencillo de Cesare Cremonini, publicado el 23 de abril de 2010, como primer extracto de la primera recogida de éxitos 1999-2010 The Greatest Hits.
En rotación en las radios desde el mismo día, el sencillo ha tenido rápidamente un gran éxito alcanzando la sexta posición de la clasifica de los sencillos más vendidos en Italia en la tercera semana de salida. La canción fue la 15° más vendida en Italia en 2010.

## Descripción
La canción ha sido grabada en los AIR Studios de Londres y en Mille Galassie Studio de Bolonia por Steve Orchard. Los arreglos de cuerda son de la London Session Orquestra, dirigida por Nick Ingman. Mondo ve la colaboración de Jovanotti; los dos se conocen personalmente en ocasión de la grabación de Domani 21.04.2009.
La canción, escrita porque Gianni Morandi había pedido una canción a Cremonini, ha sido elegida por el cantautore emiliano gracias a la sugerencia de Nicola "Ballo" Balestri.
La canción ganó el premio de la crítica MTV The Summer Song 2010 y fue la canción más difundida por las radios italianas en 2010.

## Vídeo musical
El videoclip ha sido dirigido por Luca Mariani en Bolonia y en Milán. En el vídeo diferentes personas, entre las cuales el bajista Ballo, tienen en las manos una pequeña pantalla en el cual se ve Cremonini cantar Mondo. En los últimos minutos del video está presente Dj Ralf, que se alterna al cantante en el mantener la pantalla mientras Jovanotti concluye la canción con su rap.

## Créditos
- Cesare Cremonini – voz, piano
- Jovanotti – voz
- Nicola 'Ballo' Balestri – bajo
- Helio Rivagli – batería
- Andrea Morelli – guitarra
- Alessandro Magnanini – guitarra
- Marco Brioschi – tromba

## Classificas
| Clasifica (2010) | Posición máxima |
| ---------------- | --------------- |
| Italia           | 4               |